# Сельскохозяйственный музей
Сельскохозяйственный музей — музейно-выставочное и просветительское учреждение в Санкт-Петербурге.
Был учреждён как «Отечественный музей сельскохозяйственных произведений», в 1859 году, в Санкт-Петербурге, — на основе музея моделей сельскохозяйственных машин Вольного экономического общества. Как указывал В. И. Строгонов, «в 1859 году Николай Васильевич Черняев подал мысль министру графу М. Н. Муравьёву о Музее»; была составлена подробная докладная записка, представленная Александру II. Предлагалось организовать семь отделов, которые бы представляли полную картину русского хозяйства и знакомили «с сельскими произведениями нашего отечества».
Первоначально под музей было отведено помещение в главном здании Лесного института: в октябре 1859 года «было отдано департаментом сельского хозяйства распоряжение Лесному институту об очищении „барака“, в который могли бы быть перевезены машины и оборудование». В следующем году вышло правительственное распоряжение «О приобретении за границей на известных тамошних заводах и преимущественно на предстоящей в Париже сельскохозяйственной выставке наиболее усовершенствованных орудий и машин, которые могли бы служить не только для хозяев, но и для русских фабрикантов», положившее начало формированию музейных фондов. Кроме техники, фонды пополнялись и образцами сельскохозяйственной продукции: В. М. Черняев подарил гербарий кормовых трав, В. В. Докучаев — образцы типичных российских почв. К 1863 году фонды музея составили два отдела: сельского хозяйства и сельскохозяйственной механики и архитектуры; возник дефицит площадей для размещения экспонатов и хранения коллекций.
В 1864 году музею было выделено помещение в Санкт-Петербурге: здание дворцового экзерциргауза на углу Миллионной улицы. 12 января 1865 года было утверждено Положение «о сельскохозяйственном музее Министерства государственных имуществ», в котором особо указывались на выполнение просветительских задач. Публичные лекции в музее начались ещё в мае 1861 года: их читал профессор А. В. Советов, «практическим же объяснением орудий и машин и производством опытов — заведующий музеем г. Черняев». Одновременно читались лекции В. В. Пашкевичем (по плодоводству), Я. О. Шнейдером (по сельскохозяйственным вредителям), П. Г. Алтуховым (по ветеринарии) и др.

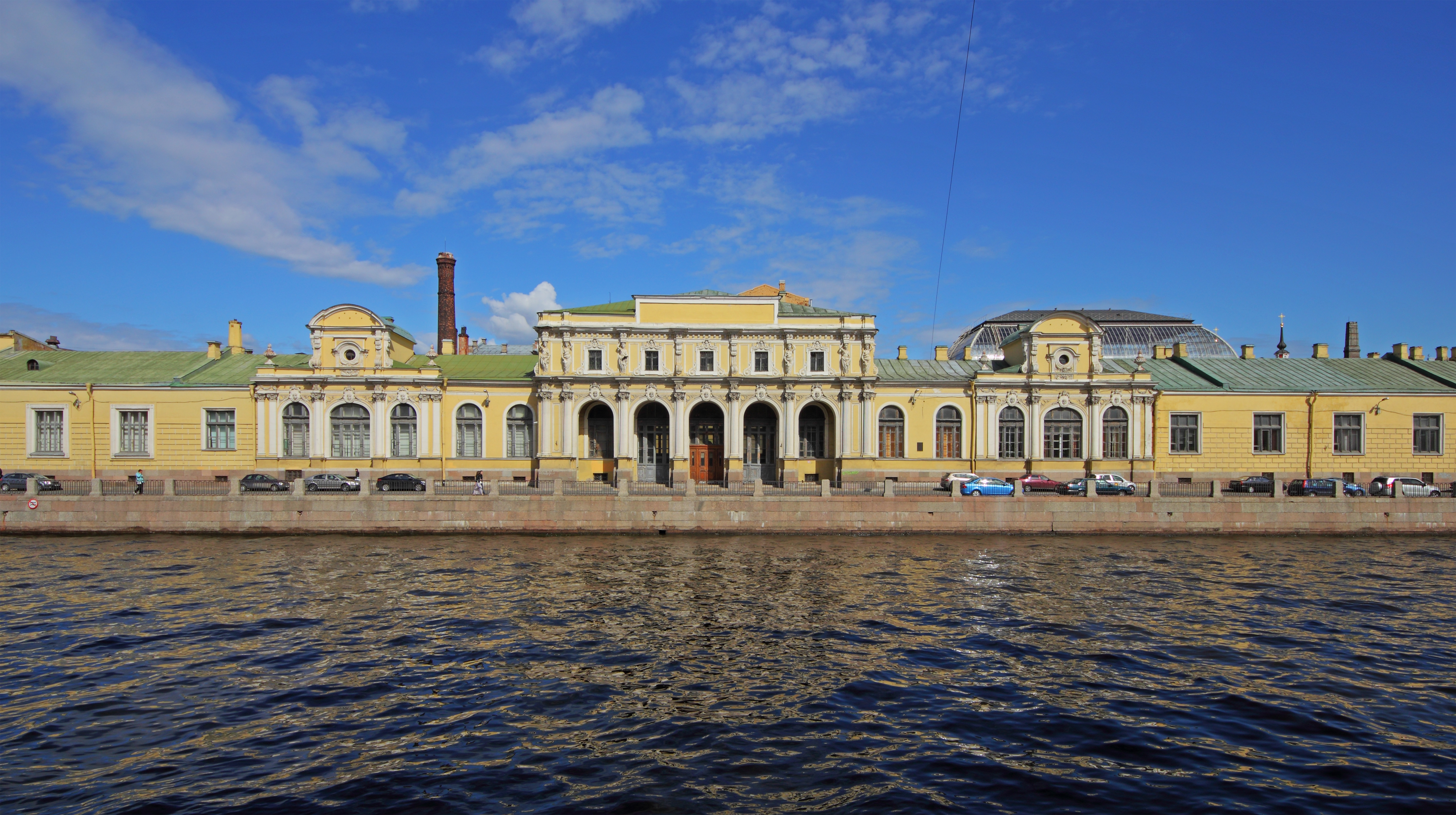
Здание сельскохозяйственного музея на набережной Фонтанки (часть Соляного городка)

После Н. В. Черняева директором стал Н. М. Сольский, при котором к началу 1870-х годов в музее действовало уже 25 отделов. В 1874 году под строительство нового здания музея была выделена территория в северной части бывшего Соляного городка. Здесь по проекту И. С. Китнера и инженеров О. Е. Креля и С. Б. Лукашевича в 1876—1879 годах построен настоящий дворец. Почти два года после окончания строительства проводились отделочные работы и оформление экспозиций прежде чем, 25 июня 1881 года состоялось официальное открытие обновлённого учреждения под названием «Императорский сельскохозяйственный музей». В его состав впервые был введён рыбоводный отдел, куда на правах отделения входил старейший в России Никольский рыбоводный завод. Дополнительно началось строительство лекционного зала на 450 человек и помещения для публичной библиотеки.
После Н. М. Сольского 10 месяцев, с 8 мая 1907 по 26 марта 1908 года, обязанности директора выполнял П. Н. Елагин, который передал из своей личной библиотеки более двух тысяч книг. Следующим директором был назначен В. Д. Батюшков. При нём заметно усилилась лекционная работа: в 1913—1914 годах лекции посетили более двух тысяч человек, — в основном, «землехозяева», стремившиеся получить самую последнюю информацию для устройства своих хозяйств. Кроме того музей участвовал в самых разнообразных отечественных и зарубежных выставках.
15 июля 1917 года директором стал Михаил Васильевич Новорусский. В следующем году сменилось название: «Государственный музей социалистического сельского хозяйства». После Великой Отечественной войны музей был ликвидирован.
В настоящее время высказываются идеи о возрождении сельскохозяйственного музея в Санкт-Петербурге.